# المكتبة الخضراء
المكتبة الخضراء هي دار نشر جزائرية مختصة في كتاب الطفل منذ تأسيسها سنة 1984.

## نبذة تعريفية
تأسست سنة 1984 من قبل الكاتب والروائي الجزائري جمال الدين صالحي. تنشر المكتبة الخضراء بلغات عديدة أهمها العربية التي تمثل 50% أو أكثر من منشوراتها بالإضافة إلى اللغة الفرنسية، الإنجليزية والإسبانية (تم نشر كتاب واحد فقط باللغة الإسبانية وهذا بالتعاون مع دار نشر إسبانية).
تنشر المكتبة الخضراء في مواضيع مختلفة منها قصص، مسرحيات، مناهج دراسية، كتب علمية، كتب التاريخ، تراجم وغيرها من المواضيع; وتتوجه المكتبة الخضراء إلى الأطفال ابتداء من مرحلة الحضانة وحتى مستوى الناشئة وذلك بعد أن فرضت انتاجها على المستوى الوطني والعربي وبجدارة.
منذ سنة 2000 عرفت المكتبة تغيرات جذرية حيث أصبحت من أهم دور النشر الجزائرية المزودة للمدارس بالمناهج التعليمية في الجزائر والوطن العربي. في سنة 2003 شاركة المكتبة الخضراء في معرض باريس الدولي للكتاب و هذا بمناسبة السنة الجزائرية بفرنسا حيث تعتبر هذه السنة أول مشاركة لها في معرض خارج الجزائر, ومنذ ذلك الوقت أصبحت تشارك في أهم المعارض الدولية للكتاب بانتضام على غرار معرض أبو ظبي، باريس، فرانكفورت وغيرها من المعارض.
إصدارات المكتبة الخضراء موجودة في 48 ولاية كما وضعة الدار إمكانية اقتناء الكتب عبر الأنترنت وهذا عن طريق مواقع صديقة.

## عضو في
المكتبة الخضراء عضو في عدة جمعيات ونقابات مهنية من بينها:
- اتحاد الناشرين العرب.
- اتحاد الناشرين المغاربى.

## بعض الإصدارات
- حكايات جدتي.
- كليلة ودمنة.
- اليتيمان والبقرة.
- الطفل العنيد.
- سلسة مئة قصة وقصة: للكاتب المصري محمد صديق المنشاوي (نشر مشترك مع دار الفضيلة مصر).
- سلسلة علموا أولادكم أخلاق الرسول عليه الصلاة وسلام (نشر مشترك مع دار الفضيلة مصر).
- هيا نقرء.
- حروف وكلمات.
- قصص الأنبياء.
- قصص القرأن.

## جوائز وإستحقاقات
تعتبر المكتبة الخضراء من بين دور النشر الجزائرية القليلة النشطة في مجال كتاب الطفل الشيء الذي جعلها تتحصل على جائزة أحسن كتاب للشباب للناشرين الجزائريين التي تقاسمتها مع «دار القصبة» و المقدمة من طرف وزارة الثقافة الجزائرية وذلك خلال فعاليات الطبعة الأولى للمهرجان الثقافي الدولي للأدب وكتاب الطفل بساحة رياض الفتح سنة 2008.

### كتاب المكتبة الخضراء
بالرغم من أنها دار نشر جزائرية إلا أنها تنشر لكتاب عرب من مصر و تونس و الجزائر كلهم مخثصين في كتاب الطفل و الناشئة، ومن بينهم:
1. كتاب باللغة العربية:

- عبد الله الكبير
- سعد العلوي.
- محمد صديق المنشاوي (نشر مشترك مع دار الفضيلة مصر)
- صالحي شريفة.
- عيسى خليفي.
- فضيلة الشيخ قندوزى كمال.
- فضيلة الشيخ مشري عمر.

1. كتاب باللغة الفرنسية:

- جمال الدين صالحي.
- لونيس بلحاج.

## معارض شاركت فيها الدار
مشاركة المكتبة الخضراء في بعض معارض الدولية:
- معرض الدوحة للكتاب، الدوحة.
- معرض تونس الدولي للكتاب، تونس.
- معرض الشارقة الدولي للكتاب، الشارقة.
- معرض الخرطوم الدولي، الخرطوم.
- معرض داكار الدولي، داكار.
- معرض بوركينا فاسو الدولي، بوركينا فاسو.
- معرض الجزائر الدولي للكتاب، الجزائر.
- معرض أبو ظبي الدولي للكتاب، أبوظبي.[4]
- معرض صفاقس للكتاب، تونس.
- معرض فرانكفورت الدولي للكتاب، ألمانيا.
- معرض الرياض الدولي للكتاب، الرياض.[5]
- معرض مسقط الدولي للكتاب، مسقط.
- المعرض الدولي للنشر والكتاب، الدار البيضاء.
- معرض بورجي الدولي للكتاب، بورجي.